# باول سيلفا
باول سيلفا (بالإنجليزية: Paul Silva)‏ هو عالم وظائف الأعضاء وعالم نبات أمريكي، ولد في 31 أكتوبر 1922، وتوفي في 12 يونيو 2014.